# Noria del Cerro de Santiago
Noria del Cerro de Santiago är en ort i Mexiko.   Den ligger i kommunen General Pánfilo Natera och delstaten Zacatecas, i den centrala delen av landet, 500 km nordväst om huvudstaden Mexico City. Noria del Cerro de Santiago ligger 2 178 meter över havet och antalet invånare är 556.
Terrängen runt Noria del Cerro de Santiago är platt åt sydost, men åt nordväst är den kuperad. Runt Noria del Cerro de Santiago är det glesbefolkat, med 16 invånare per kvadratkilometer. Närmaste större samhälle är El Saucito, 3,9 km sydost om Noria del Cerro de Santiago. Omgivningarna runt Noria del Cerro de Santiago är i huvudsak ett öppet busklandskap.